# José Cioffi
José Juan Antonio Cioffi Morgillo (Buenos Aires, 24 novembre 1950) è un ex calciatore argentino, di ruolo attaccante.

## Carriera
Iniziò la sua carriera da giocatore professionista nel 1971 tra le file del San Telmo, militandoci fino al 1974, anno nel quale si trasferì in Spagna al Castellón. Nel 1977 viene acquistato dal Burgos dove rimane fino al 1979. Giocò nel Barakaldo fino al 1980 per poi trasferirsi fino al 1982 nel Vinaròs. La sua ultima stagione da professionista, 1982-1983, coincise con il suo ritorno nel Castellón.